# Megastigmus schimitscheki
Megastigmus schimitscheki är en stekelart som beskrevs av Novicky 1954. Megastigmus schimitscheki ingår i släktet Megastigmus och familjen gallglanssteklar. Inga underarter finns listade i Catalogue of Life.